# Индекс объёма тела
И́ндекс объёма те́ла (англ. Body Volume Index, BVI) — метод измерения ожирения, предложенный в 2000 году английской компанией Select Research (Бирмингем) как альтернатива индексу массы тела, не дающего точной информации о рисках от ожирения для каждого конкретного пациента и не учитывающего распределение массы (большего или меньшего количества костей или мышц). На данный момент метод прошёл клинические испытания в США и Европе в рамках двухлетнего проекта Body Benchmark Study. Метод основан на применении трёхмерного сканера.

#### Важность измерения размеров тела
Исследования Американской кардиологической ассоциации показали, что измерения размеров тела точнее прогнозируют риск заболеваний сердца, чем ИМТ. Риск диабета 2 типа и сердечно сосудистых заболеваний увеличивается, когда больше жира расположено в талии, а не в районе бедер.